# منتزعة الكبريت متحملة القلويات
منتزعة الكبريت متحملة القلويات (الاسم العلمي: Desulfovibrio alkalitolerans) هي نوع من البكتيريا، سلبية الغرام، تتبع جنس منتزعة الكبريت.